# Bien public
Pour les articles homonymes, voir bien public (homonymie).
Ne doit pas être confondu avec la notion de service public
En économie, un bien public est un bien non rival ou non excluable. La consommation de ce bien par un agent n'affecte donc pas la quantité disponible pour les autres agents (non-rivalité). Il est impossible d'exclure un agent de l'utilisation de ce bien, même s'il n'a pas participé à son financement. Un bien public pur est un bien non rival et non excluable, il est impossible de faire payer l'accès à ce bien (non-excluabilité).
Par exemple, une émission de radio est un bien public. C'est un bien non rival au sens où lorsqu'un agent écoute une émission de radio, il n'empêche aucun autre agent de l'écouter. C'est un bien non excluable au sens où les technologies des ondes radio ne permettent pas de restreindre l'accès à ce bien à ceux qui le financeraient.
La notion de bien public mondial (ou bien public global) désigne des biens publics très étendus comme la qualité de l'air, la biodiversité ou la situation climatique mondiale,.

## Définition
Un bien public pur est un bien qui a la double caractéristique d'être non rival et non excluable.
Cette définition repose sur la classification des biens en deux dimensions proposée par Ostrom et Ostrom 1977 :
|                 | Excluabilité forte | Excluabilité faible |
| --------------- | ------------------ | ------------------- |
| Rivalité forte  | bien privé         | Bien commun         |
| Rivalité faible | bien de club       | Bien public pur     |

L'excluabilité dépend des possibilités techniques, juridiques et politiques permettant (ou non) l'instauration d'un contrôle d'accès. Lorsque l'on peut instaurer un contrôle d'accès, on parle alors de bien à péage ou encore de bien de club. La télévision cryptée en est l'exemple type. Mais même lorsque l'exclusion est techniquement possible, on peut faire le choix de ne pas l'appliquer ou l'interdire par une intervention juridique, tandis qu'inversement on peut développer des techniques ou un cadre juridique pour rendre exclusif un bien qui ne l'était pas, par exemple en protégeant la propriété intellectuelle par un système de droits d'auteurs ou de brevets[réf. souhaitée].
Certains biens faiblement rivaux deviennent rivaux à partir d'un certain niveau de consommation. C'est le phénomène de congestion. Par exemple, une route est faiblement rivale tant que la circulation reste faible mais devient rivale lorsqu'elle devient trop fréquentée[réf. souhaitée].
Exemples :
| Catégorie                   | Exemple   | Rivalité | Excluabilité |
| --------------------------- | --------- | --- | --- |
| Bien privé                  | Une pomme | Seulement une personne peut la consommer | La pomme, si elle doit être achetée, est un bien excluable. Si on la cueille dans un verger à disposition de tous, la pomme devient un bien non excluable. |
| Bien commun                 | Route     | Tout le monde a le droit de l'utiliser. Seulement, si elle est embouteillée, la route devient un bien rival car l'arrivée d'un automobiliste de plus contribue à congestionner le trafic davantage. | Non-excluable à moins d'avoir un péage. |
| Bien à péage / bien de club | Netflix   | Si un nouvel utilisateur souscrit un abonnement, cela n'entachera pas la "qualité" de l'expérience des autres utilisateurs (non-rivalité)                                                           | L'abonnement a un coût donc excluable |
| Bien public pur             | Air       | Tout le monde respire, respirer n'empêche personne d'autre de respirer | On ne peut empêcher personne de respirer. |

## Demande d'un bien public
Alors que pour un bien privé, la demande est révélée par le nombre de consommateurs prêts à acheter le bien pour un prix donné, la révélation de la demande pour un bien public est plus complexe.

## Fourniture d'un bien public
Un bien public peut être financé soit par l'État, soit par des contributions volontaires (exemple d'organisations caritatives, etc.), soit par des organismes privés lorsque le bien public peut être associé à d'autres produits qui permettent son financement. Par exemple, la télévision peut être délivrée par l'État (exemple de la télévision publique) ou par des entreprises privées qui financent la production de ce bien public par la diffusion de publicités.

## Valeur, prix et tarification du bien public
Quand le bien public est considéré comme un service, même s'il n'est pas possible d'empêcher quelqu'un d'utiliser ce service, il est parfois possible de savoir qui l'a utilisé, voire quelle quantité a été consommée : dans ce cas, le bien public peut faire l'objet d'une facturation classique, au forfait dès que l'usage est constaté, voire à l'unité réellement consommée.[pas clair]
Dans le cas contraire, le bien n'a pas de demande identifiée, ce qui est économiquement équivalent à un prix nul. Cela ne pose pas de problème tant qu'il s'agit d'un bien naturel (et qu'il n'est pas encore épuisé…), en revanche, pour un bien qui résulte d'un travail de production, cela signifie qu'il faut trouver une autre source de financement :
- une redevance :

1. identifier les bénéficiaires par un moyen théorique quelconque (par exemple, on peut supposer que tout le monde profite du bien, ou que tout propriétaire d'une télévision profite du service de télédiffusion),
2. forcer, par un système ou un autre (corvée ou impôts), les bénéficiaires à contribuer à la production ;

- lier le service à une contrainte qui profite à un tiers, qui peut alors avoir intérêt à payer (exemple : financement de la radiodiffusion par la publicité) ;
- utiliser une ressource qui n'a pas de lien avec le bien (les impôts, un gisement minier, le mécénat, etc.).

Ces différentes sources ne sont évidemment pas exclusives (exemple : la télévision, qui peut bénéficier à la fois d'une redevance, de ressources publicitaires, et d'une subvention financée par l'impôt).
Quel que soit le financement, c'est le prix de production qui est le facteur déterminant. La façon dont ce prix sera réparti entre les différents financements dépend de considérations macroéconomiques ou idéologiques, et non de calculs ou d'algorithmes irréfutables. La doctrine administrative française, par exemple, telle qu'enseignée aux hauts fonctionnaires, a longtemps été de facturer tous les bénéficiaires au coût marginal (celui de la dernière unité produite), ce qui entraine mécaniquement un déficit (le coût moyen étant supérieur au coût marginal), et de combler celui-ci par l'impôt. Dans ce cadre, un service comme l'éclairage public ou la défense nationale, qui ne coûte rien de plus à fournir à une personne de plus, a un coût marginal nul, et de fait sera financé intégralement par les impôts[Interprétation personnelle ?].
Des écotaxes peuvent viser à protéger ou restaurer des biens publics environnementaux et dans le domaine de l'agriculture, en Europe la conditionnalité des aides compensatrices PAC a ainsi évolué vers une meilleure prise en compte des biens publics et en particulier des services écosystémiques fournis par la nature au travers de critères d'éligibilité et d'écoconditionnalité (mis en place et contrôlé par chaque État) ; selon C. Dupraz l'agriculture évolue d'une approche par l'exploitation (et parfois surexploitation) vers une perspective à long terme de gestion d’écosystèmes cultivés, (agroécologie)[pas clair].